# Menzelja
La Menzelja (in russo Мензеля?; in tataro: Минзәлә) è un fiume della Russia europea orientale, in passato un affluente del fiume Ik ora sfocia nel bacino di Nižnekamsk. Scorre nei rajon Sarmanovskij e Menzelinskij del Tatarstan.
Ha origine vicino al villaggio di Novyj Menzeljabaš e scorre in direzione settentrionale lungo un altopiano inclinato verso la valle del fiume Kama. La lunghezza del fiume è di 159 km, l'area del bacino è di 2 120 km².